# Lars Duppler
Lars Duppler (* 16. Dezember 1975 in Flensburg) ist ein deutsch-isländischer Jazzpianist und -komponist. In der Gruppe »rætur« spielt er auch Fender Rhodes und Moog-Synthesizer.

## Leben und Wirken
Duppler, Sohn einer Isländerin und des deutschen Militärhistorikers Jörg Duppler wuchs an verschiedenen Orten auf, unter anderem in Bonn. Bereits als Kind lernte er Klavier. Er studierte an der Musikhochschule Köln bei Hans Lüdemann, John Taylor und Bill Dobbins sowie 2000/2001 mit einem Erasmus-Stipendium am Conservatoire de Paris bei Daniel Humair und François Théberge. Während des Studiums war er Mitglied im Jugendjazzorchester NRW (1997–2000), mit dem er in China und der Türkei auftrat, und im European Youth Jazz Orchestra, mit dem er im Jahr 2000 auf Tournee in Südosteuropa war.
Duppler gründete sein eigenes Quartett Palindrome, das er später zum Sextett erweiterte. Auch spielte er in den Gruppen von Nils Wülker, Tom Gaebel, Eva Mayerhofer, Inga Lühning und Frank Sackenheim. Er leitete ein eigenes Trio, mit dem er mit dem Weill-Programm Le Grand Lustucru unterwegs war, und die Band rætur (mit Johannes Behr, Philipp Bardenberg und Jens Düppe), die isländische Lieder in Fusionversionen präsentiert. Mit der Gruppe Alliance Urbaine spielte er 2008 in der Endausscheidung um den Neuen Deutschen Jazzpreis. Mit Sébastien Jarrousse leitet er seit 2010 in unregelmäßigen Abständen Le tentet franco-allemand, ein Projekt mit deutschen und französischen Jazz-Studierenden, gefördert vom deutsch-französischen Bildungswerk. Im Jahr 2016 veröffentlichte er ein erstes Soloalbum, Naked, das im Kammermusiksaal des Deutschlandfunks in Köln aufgenommen wurde. Er ist Mitglied in Niels Kleins Quartett Tubes and Wires (mit Hanno Busch und Jonas Burgwinkel) und im Jens Düppe Quartett (mit Frederik Köster und Christian Ramond). 2022 veröffentlichte er zusammen mit Stefan Karl Schmid das Duoalbum Hringferð, dem 2024 das in Island aufgenommene Album Blíður folgte. Im Trio mit Denis Gäbel und Jens Düppe entstand das Album unbound.
Seit dem Wintersemester 2011 lehrt Duppler als Dozent für Jazz-Piano und Ensemble am Institut für Musik der Hochschule Osnabrück.

## Preise und Auszeichnungen
Duppler war Preisträger beim DaimlerChrysler Jazz Contest 2000 und erhielt 2003 den Jazzförderpreis der Stadt Köln (Horst und Gretl Will-Stipendium). 2002 und 2006 war er Finalist beim Martial-Solal-Klavierwettbewerb Paris. 2006 verbrachte er 6 Monate als Stipendiat des Landes NRW an der Cité des Arts in Paris.

## Diskographische Hinweise
als Leader:
- Palindrome (JazzHausMusik, 2000)
- Palindrome 6tet (JazzHausMusik, 2003)
- Le Grand Lustucru: Lars Duppler Trio spielt Kurt Weill mit Matthias Nowak, Jens Düppe, John Ruocco und Eva Mayerhofer (edition collage, 2006)
- Alliance Urbaine mit Ignaz Dinné, Dietmar Fuhr und Jens Düppe (EarTreatMusic, 2008)
- Rætur mit Johannes Behr, Philipp Bardenberg, Jens Düppe und Pétur Ben (EarTreatMusic, 2011)[12]
- Lars Duppler: Naked (GLM, Soulfood, 2016)[13]
- Lars Duppler & Stefan Karl Schmid: Hringferð (Musichub, Eigenlabel, 2022)
- Lars Duppler: Unbound (tangible music, 2022)[14]
- Lars Duppler/Robert Summerfield: Joni (Herzog, 2022)

als Sideman (Auswahl):
- Jens Düppe Quartett: The Beat mit Frederik Köster und Christian Ramond (Neuklang, 2021)
- Jens Düppe Quartett Studiokonzert mit Frederik Köster und Christian Ramond (Neuklang, 2019)
- Niels Klein Tubes and Wires Life in Time of the Big Crunch mit Hanno Busch und Jonas Burgwinkel (Traumton, 2017)
- Heiko Fischer General Relativity mit Giorgi Kiknadze und Conrad Ullrich (What We Call Records, 2017)
- Tom Gaebel So Good to Be Me (Tomofon, 2014)